# Foot+
 (juin 2025).
À ne pas confondre avec Canal+ Foot, diffusant aussi des matchs de football.
Foot+ est un ancien programme événementiel thématique de télévision français payant, consacré à la diffusion de matchs de football en direct, faisant partie de l'offre Multisports et appartenant au Groupe Canal+, groupe Vivendi.

## Historique
De 1996 à 2012, Kiosque et Multivision puis Foot+ diffuse les rencontres de Ligue 1 en direct et en exclusivité. Le service propose également les matchs de Ligue des champions et de Ligue Europa. Les soirées de championnat, Foot+ diffuse simultanément jusqu'à sept matches de première division (D1) sur sept canaux différents, avec des avertissements dès qu'un but est marqué. Le zap foot permet de suivre les sept matches à la fois mais ce service n'existe plus depuis la saison 2008-2009.
En 2012, Canal+ perd les droits de retransmission des matches de Ligue 1, (paiement à la séance : lot 6) au profit des chaînes BeIn Sports puis Mediapro.
Durant les Jeux olympiques d'été de 2016, Foot+ diffuse en intégralité les épreuves de football. La chaîne est dès lors accessible à l'ensemble des abonnés à l'offre payante de Canal+.
En 2021, après l’arrêt de la chaîne Téléfoot, Canal+ récupère les droits TV de la Ligue 1. La chaîne retransmet le multiplex sur Canal+ Sport et les rencontres en intégralité sur Foot+.
La chaîne cesse d'émettre 24h/24 (sur le canal 250), sans communication de la part de Canal+, en juin 2022.
Le 22 juillet 2022, le groupe Canal+ annonce la création de la chaîne Canal+ Foot, en compensation de l'arrêt de Foot+ 24/24.
Le 17 avril 2023, Canal+ annonce la création d'un 7e canal Multisports, prenant le nom de Multisports 7 sur le canal 259.
Le 13 juin 2023, le groupe Canal+ annonce la fin de la diffusion des autres affiches de la Division 1 féminine sur Foot+, qui seront désormais proposées gratuitement sur la plateforme Dailymotion.
En août 2023, le groupe Canal+ annonce l'acquisition des droits TV de la Saudi Pro League pour deux saisons. Les antennes du groupe Canal+ diffuse 3 matchs par journée[réf. nécessaire].
Le 10 septembre 2024, les canaux Multisports prenant le nom de Foot+ disparaissent avec la création du bouquet des 19 canaux Canal+ Live.

### Identité visuelle (logo)

Logo de Foot+ du 30 juillet 2005 au 20 mars 2007
Logo de Foot+ du 21 mars 2007 au 16 mai 2011
Logo de Foot+ 24/24 du 17 mai 2011 au 12 juin 2022.
Logo de Foot+ du 17 mai 2011 au 10 septembre 2024

### Slogan
- « Vibrez Football ! »[Quand ?]
- + de matchs + d'émotion.

## Organisation

### Capital
Foot+ est éditée par Canal+ Distribution, filiale à 100 % de Canal+ France, elle-même filiale à 80 % du Groupe Canal+

## Diffusion
Foot+ est disponible dans le pack Canal+ Sport, ou en s'abonnant à l'option "Multisports" ainsi que sur les 7 canaux Multisports (canaux 234 à 240) renommés Foot+ lorsqu'un match en direct est diffusé.